# Villarrica (ort i Colombia, Tolima, lat 3,94, long -74,60)
Villarrica är en ort i Colombia.   Den ligger i departementet Tolima, i den centrala delen av landet, 90 km sydväst om huvudstaden Bogotá. Villarrica ligger 1 133 meter över havet och antalet invånare är 3 081.
Terrängen runt Villarrica är kuperad åt nordväst, men åt sydost är den bergig. Runt Villarrica är det glesbefolkat, med 20 invånare per kvadratkilometer. Villarrica är det största samhället i trakten. I omgivningarna runt Villarrica växer i huvudsak städsegrön lövskog.